# Hirschroda
Hirschroda este o comună din landul Saxonia-Anhalt, Germania.